# 2006 في جمهورية أيرلندا
فيما يلي قوائم الأحداث التي وقعت خلال عام 2006 في جمهورية أيرلندا.

## سياسة

### انتهاء فترة المنصب
- 13 سبتمبر – ماري هارني تانيست.

## ظهور
- 1 يناير – الصبي في البيجامة المخططة كتاب من تأليف جون بوين.

## أفلام
من الأفلام التي صدرت هذه السنة في جمهورية أيرلندا:
- 15 يوليو – مرة من إخراج جوني كارني.

## كتب
من الكتب التي صدرت هذه السنة في جمهورية أيرلندا:
- 5 يناير – الصبي في البيجامة المخططة من تأليف جون بوين.

## وفيات

### مايو
- 11 مايو – مايكل أوليري (مواليد 1936) سياسي أيرلندي.

### يونيو
- 13 يونيو – تشارلز هوهي (مواليد 1925) سياسي أيرلندي.

### أكتوبر
- 2 أكتوبر – توماس فيتزباتريك (مواليد 1918) سياسي أيرلندي.